# Solasodine
La solasodine est un glycoalcaloïde extrait par exemple de Solanum laciniatum, et commun dans de nombreuses autres espèces de Solanaceae. Cette molécule naturelle peut être utilisée comme précurseur afin de produire artificiellement des molécules stéroïdiennes utilisées comme contraceptif, dans le traitement de l'arthrite ou dans le traitement de certains cancers tels que certaines formes de cancer du côlon ou du foie.